# Санту-Эспедиту (Сан-Паулу)
Санту-Эспедиту (порт. Santo Expedito)  —  муниципалитет в Бразилии, входит в штат Сан-Паулу. Составная часть мезорегиона Президенти-Пруденти. Входит в экономико-статистический  микрорегион Президенти-Пруденти. Население составляет 2751 человек на 2006 год. Занимает площадь 93,913 км². Плотность населения — 29,3 чел./км².
Праздник города —  19 апреля.

## Статистика
- Валовой внутренний продукт на 2003 составляет 12.752.405,00 реалов (данные: Бразильский институт географии и статистики).
- Валовой внутренний продукт на душу населения на 2003 составляет 4.815,86 реалов (данные: Бразильский институт географии и статистики).
- Индекс развития человеческого потенциала на 2000 составляет 0,785 (данные: Программа развития ООН).